# Alana Austin
Alana Austin (Palm Springs, 6 de abril de 1982) es una exactriz estadounidense de cine y televisión. Desempeñó el papel de Abby Logan en la comedia Ink y protagonizó la película original de Disney Channel Motocrossed.

## Carrera
Austin nació en Palm Springs, California. Es la hija de Steven Kent Austin, un productor de cine que fue el fundador y presidente de la extinta Tag Entertainment.
Austin hizo su debut actuando en la película para televisión de 1992 Criminal Behavior, protagonizada por Farrah Fawcett. Le siguieron tres posteriores películas para televisión en 1993 antes de coprotagonizar la película de cine Un muchacho llamado Norte, en 1994. Posteriormente coprotagonizó la película A Simple Twist of Fate con Steve Martin por la que fue nominada para un Young Artist Award.
En 1996, Austin fue despedida de la comedia de la CBS Ink junto a Ted Danson y Mary Steenburgen, la serie fue cancelada más tarde después de su primera temporada. Luego fue estrella invitada en Sister, Sister, In the House, That '80s Show, 7th Heaven, Boston Public, Cold Case y Close to Home. Además de aparecer en las películas Road Rage, Hansel and Gretel, A Mother's Instinct, Popstar (junto a Aaron Carter) la película original de Disney Channel Motocrossed.
Austin ya no está actuando y más recientemente, estaba estudiando medicina en la Universidad del Sur de California.[cita requerida]

## Filmografía
| Año  | Título                              | Rol                       | Notas                                         |
| ---- | ----------------------------------- | ------------------------- | --------------------------------------------- |
| 1992 | Criminal Behavior                   | Pequeña Jessie            | Película hecha para televisión                |
| 1993 | Darkness Before Dawn                | Mary Ann Guard (9 años)   | Película hecha para televisión                |
| 1993 | Ambush in Waco: In the Line of Duty | Betsy                     | Película hecha para televisión                |
| 1993 | Final Appeal                        | Linda Biondi              | Película hecha para televisión                |
| 1994 | Un muchacho llamado Norte           | Sarah                     | Película de Cine                              |
| 1994 | A Simple Twist of Fate              | Mathilda McCann (10 años) | Película de Cine                              |
| 1996 | A Mother's Instinct                 | Amanda                    | Película hecha para televisión                |
| 1998 | Route 66                            | Desconocido               | Directo a DVD                                 |
| 1999 | Dangerous Waters                    | Chrissie                  | Película hecha para televisión                |
| 1999 | Road Rage                           | Cynthia Carson            | Película hecha para televisión                |
| 2000 | Castle Rock                         | Andy Harper               | Directo a DVD, rol principal                  |
| 2001 | No Place Like Home                  | Mel McGregor              | Directo a DVD                                 |
| 2001 | Motocrossed                         | Andrea 'Andy' Carson      | Película hecha para televisión, rol principal |
| 2001 | The Retrievers                      | Liz Lowry                 | Película hecha para televisión                |
| 2002 | Hansel and Gretel                   | Wood Fairy                | Directo a DVD                                 |
| 2002 | The Santa Trap                      | Carla                     | Película hecha para televisión                |
| 2003 | Miracle Dogs                        | Kelly Maguire             | Película hecha para televisión                |
| 2004 | Motocross Kids                      | Callie Reed               | Directo a DVD                                 |
| 2005 | Supercross                          | Rider Girlfriend          | Película de Cine                              |
| 2005 | Popstar                             | Jane Brighton             | Directo a DVD                                 |
| 2006 | Miracle Dogs Too                    | Natalie                   | Directo a DVD                                 |

| Año       | Título         | Rol              | Notas           |
| --------- | -------------- | ---------------- | --------------- |
| 1995      | In the House   | Terry            | 1 episodio      |
| 1996–1997 | Ink            | Abby Logan       | Recurrente      |
| 1997      | Total Security | Desconocido      | 1 episodio      |
| 1997      | Sister, Sister | Beth             | 2 episodios     |
| 2002      | That '80s Show | Chica            | Episodio piloto |
| 2002      | 7th Heaven     | Maria Davis      | 1 episodio      |
| 2002      | Boston Public  | Jen Kenney       | 2 episodios     |
| 2005      | Cold Case      | Angie Parrington | 1 episodio      |
| 2006      | Close to Home  | Kellie Sexton    | 1 episodio      |